# Kautere
Kautére(Andropogon bicornis)  is een gras dat meer dan 50 cm hoog wordt. Het heeft stijve, glimmende bladen en de bloeiwijze vormt een naar boven breder wordende pluim. De bloeiwijze heeft een groot aantal dunne takken die van 0,2 cm brede bladen voorzien zijn. De takken eindigen in een groot aantal wollige aartjes, die heel gemakkelijk van de as afvallen. De bloeiwijze lijkt op een waaierachtige zich uitspreidende tros. Als bij alle Andropogon-soorten zijn er twee soorten aartjes. Gesteelde aartjes zijn meestal eenslachtig terwijl de zittende tweeslachtig zijn.
Het was een van 27 soorten planten die aangetroffen werden op de dode bomen en ronddrijvende takken in het Brokopondostuwmeer in 1964 toen dit meer zich pas gevormd had en vooral door waterhyacinth overwoekerd werd.
De plant is een pionierplant die in vervolgvegetatie (kapoeweri) op Rijsdijk-witzandgronden samen met zuurgras en Imperata contracta de belangrijkste component vormt.
Deze grassoort heeft een breed verspreidingsgebied dat reikt van Mexico tot Argentinië. Het is een invasieve soort in Florida. De soort speelt een rol in de overwintering van Tibraca limbativentris Stål (Hemiptera: Pentatomidae) Dit insect eet rijstplanten en kan in rijstvelden een ernstige plaag zijn. In de tijd dat er geen rijst te vreten valt, gebruikt het dier kautere die aan de rand van de rijstvelden voorkomt als schuilplaats.